# Trebi Níger
Trebi Níger (en llatí Trebius Niger) va ser un militar romà.
Va servir junt amb Luci Licini Lucul·le quan aquest era procònsol a la Hispània Ulterior l'any 150 aC. Va escriure una obra sobre història natural, a la qual fa freqüents al·lusions Plini el Vell.